# Kebonsari (Kademangan)
Kebonsari is een bestuurslaag in het regentschap Blitar van de provincie Oost-Java, Indonesië. Kebonsari telt 3174 inwoners (volkstelling 2010).